# 豪伊杜納納什
豪伊杜納納什是匈牙利的城鎮，位於該國東部，距離首府德布勒森40公里，由豪伊杜-比豪爾州負責管轄，面積259.62平方公里，2011年人口17,112。

## 外部連結
- （匈牙利文） Official site（页面存档备份，存于）

47°51′N 21°26′E / 47.850°N 21.433°E